# Nils Kjellberg
Nils Kjellberg, född 30 juni 1871 i Skara församling i Skaraborgs län, död 14 maj 1938 i Lidingö församling i Stockholms län, var en svensk tecknare.

## Biografi
Kjellberg medverkade med teckningar i Ny illustrerad tidning 1893, Söndags-Nisse, och Nya Nisse från 1891, samt i Ord och bild 1899 och 1913 då han utförde  ett vinjettlandskap i den tidens gängse jugendstil. Under åren 1895–1911 illustrerade han ett flertal barnböcker. Kjellberg är representerad vid Nationalmuseum, Göteborgs konstmuseum och Uppsala universitetsbibliotek.